# Amaru Topa Inca
Amaru Topa Inca noto anche come "Amaru Yupanqui" (Pomacocha, inizio XV secolo – Cusco, tra il 1470 e il 1475) è stato un principe inca.

## Biografia
Era figlio legittimo di Pachacútec in quanto nato dal matrimonio del sovrano con la Coya Mama Anahuarque. La sua nascita, avvenuta in Pomacocha aveva avuto luogo al tempo della prima campagna di suo padre sull'altipiano del Collao, presumibilmente in una data vicina al 1415. Di natura tranquilla e prudente, amante dei lavori agricoli, che propiziava con la costruzione di terrazzamenti e di reti di irrigazione, aveva come altra occupazione preferita l'edificazione di importanti palazzi, sia nel Cuzco, sia nelle località limitrofe. Era particolarmente amato dai sudditi dell'Inca e tutto il popolo si dimostrò assai compiaciuto quando il sovrano lo elesse a suo futuro erede.

### Coreggenza
Pachacútec volle dare alla sua scelta il sigillo della legittimità e, a tal fine, dopo una grandiosa cerimonia gli fece indossare la mascapaicha, simbolo del potere, di fronte a tutto il popolo schierato. Per l'occasione, Amaru Yupanqui prese per moglie ufficiale una sorella, Curi Ocllo, la cui casa era prossima al palazzo di Concalpata, sede della Chima panaca, la famiglia ereditaria del fondatore della dinastia, il mitico Manco Cápac. Questa abitazione era destinata a diventare famosa nel Cuzco perché reputata in possesso di una potenza sacrale, tanto di essere stimata come una huaca inserita nel sistema dei ceque, le linee immaginarie che univano tra loro i luoghi sacri dell'impero.
Divenuto coreggente del sovrano, il giovane principe dovette assoggettarsi a tutta una serie di incombenze amministrative che, nelle mire del suo augusto genitore, avrebbero dovuto consentirgli di  familiarizzarsi con le responsabilità che, un giorno, avrebbe dovuto assumere. Di buon grado Amaru Yupanqui si prestò a percorrere l'impero, accompagnato da due suoi fratelli maggiori di età, ma illegittimi, per visionare, ripristinare e innovare il culto delle huaca che erano alla base della religiosità inca. In questo compito diede prova di indubbie capacità, ma Pachacútec voleva che si cimentasse anche in altre prove  fondamentali per un futuro Inca supremo.

### Prove belliche
Le attitudini che il futuro inca doveva dimostrare di possedere vertevano sulla  conduzione dell'apparato bellico che il nuovo stato aveva posto alla base della sua stessa esistenza. Pachacútec sapeva che il futuro di un Inca si sarebbe giocato, non tanto tra i palazzi e le cerimonie del Cuzco, quanto in campo aperto, alla testa delle truppe schierate in battaglia. Dopo aver dato l'avvio ad una politica di espansione gli Inca non potevano sottrarsi al loro destino. Tutte le tribù assoggettate non aspettavano altro che un segno di debolezza per insorgere e ripristinare le libertà violate. I signori del Cuzco non avevano scelta. Dovevano forgiare un impero in cui tutte le stirpi conquistate si riconoscessero e abbandonassero le antiche rivalità tribali che avevano, da sempre, insanguinato le Ande, impedendo la formazione di una civiltà di ordine superiore. Per questo però occorreva tempo e per molti anni ancora il destino degli Inca sarebbe stato scritto principalmente con le armi.
Amaru Yupanqui non aveva, però, alcuna attitudine alla guerra e lo dimostrò inequivocabilmente nella prima spedizione cui partecipò, sul Collao, l'altipiano intorno al lago Titicaca, dove gli eserciti del Cuzco erano impegnati a sedare una rivolta locale. Se non fosse stato per gli sperimentati fratelli che lo accompagnavano, le truppe che doveva guidare sarebbero andate incontro ad un disastro completo.
La gente cominciò a mormorare e Pachacútec decise di offrirgli un'altra possibilità, questa volta nella foresta amazzonica. Cambiare il teatro delle operazioni non servì però a nulla perché anche nei meandri della giungla il giovane principe dimostrò di non possedere le qualità necessarie per condurre un esercito e dovette rientrare in patria dopo una umiliante sconfitta.
Gli Inca erano rispettosi del volere del proprio sovrano, ma la loro obbedienza era determinata dal prestigio che questi godeva. Uno stato perennemente in guerra non poteva affidarsi al comando di un capo imbelle senza rischiare la sicurezza di tutti. Amaru Yupanqui era sicuramente un giovane affabile e amato da tutti, ma il sovrano del Cuzco doveva essere soprattutto un comandante capace in guerra e in grado di  guidare gli eserciti.

### Abdicazione
Pachacútec comprese benissimo lo stato d'animo dei sudditi e decise di modificare la sua scelta, assecondando il desiderio di tutti.
Restava da regolare la questione con Amaru Yupanqui che era già stato insignito degli emblemi regali e che avrebbe sicuramente sofferto di una forzata abdicazione.
Il principe, però, era forse il più convinto di tutti di non essere adatto al ruolo di Inca supremo perché, spontaneamente, invitò suo padre a revocargli i poteri regali e arrivò persino ad indicargli il più adatto alla successione tra gli altri fratelli legittimi.
Si trattava di Túpac Yupanqui, allora giovanissimo, ma già promettente per le indubbie doti guerriere che dimostrava di possedere. Pachacútec accolse con sollievo la rinuncia del figlio già insignito e accettò di buon grado i suoi consigli. Tuttavia per la saggezza dimostrata volle che Amaru Yupanqui mantenesse il prestigio acquisito e gli concesse di serbare le proprietà ed i palazzi che aveva ricevuto in dotazione.
Con una procedura anomala, che non aveva l'uguale nella storia inca, Amaru venne anche demandato alla conduzione del Cápac ayllo, la nuova panaca del futuro sovrano. A rigore, alla famiglia del nuovo sovrano avrebbero dovuto appartenere soltanto i suoi discendenti, mentre i suoi fratelli avrebbero dovuto restare in quella del padre, l'Hatun ayllo. La collocazione di Amaru nella famiglia di Túpac Yupanqui riassumeva, più di ogni altra possibile iniziativa, l'idea del legame che univa tra loro i figli di Pachacútec.

### Supporto a Túpac Yupanqui
Amaru Yupanqui confermò con il suo futuro comportamento di meritare tanta considerazione. Lungi dall'essere invidioso e, tanto meno, geloso del fratello destinato al trono gli dimostrò sempre la massima fedeltà e divenne il suo principale consigliere. Quando le innumerevoli campagne, intraprese da Túpac Yupanqui, portarono il sovrano lontano dal Cuzco, fu Amaru a reggere le sorti dell'impero regolandone la vita amministrativa. In un'occasione tenne a bada una ennesima rivolta del Collao, mentre le truppe Inca erano lontane e diede modo al sovrano suo fratello di tornare in tempo per sedare la ribellione.
Durante un'altra assenza di Túpac Yupanqui l'altopiano andino fu interessato da una terribile siccità che portò le popolazioni sull'orlo della estinzione per fame. In quest'occasione si dimostrò provvidenziale la capacità di Amaru nel dominio dell'agricoltura. Le sue estese proprietà terriere, grazie ai suoi accurati lavori agricoli, integrati da opportuni pozzi e cisterne, furono preservate dal disastro e fornirono l'indispensabile per  garantire la sopravvivenza della popolazione.  Fu talmente prodigioso il suo intervento che le masse esauste credevano ad una specie di magia in virtù della quale, di notte, le nubi irrigassero i campi del principe misericordioso. Tanta fu la gratitudine della povera gente che si giunse a tributargli degli onori divini, col risultato, però, di sdegnarlo e di provocare il suo risentimento per quello che definì un sacrilegio.

## Giudizio
La figura di Amaru Yupanqui è stata positivamente considerata da tutti i cronisti dell'epoca per la modestia, la rettitudine e la fedeltà incondizionata  che ha animato tutta la sua vita. Tutti sono concordi nel ritenere che le conquiste di Túpac Yupanqui non sarebbero state possibili senza l'aiuto del suo disinteressato fratello.
Probabilmente il suo sacrificio più grande è stato proprio quello di dover tralasciare le sue amate occupazioni agresti e architettoniche per sobbarcarsi, suo malgrado, le responsabilità amministrative che il suo combattivo fratello tanto spesso trascurava.
La data della sua morte si ritiene che debba collocarsi negli ultimi anni del regno di Túpac Yupanqui. L'episodio della siccità, che lo vide protagonista, avvenne mentre il sovrano era impegnato nella campagna cilena che fu la sua ultima impresa. Amaru non doveva, però, essere più in vita quando il sovrano si spense intorno al 1475. La turbolenta fase della successione venne infatti gestita da un altro fratello, segno evidente che il principe non era più alla guida della famiglia imperiale.
Non conosciamo i particolari della sua morte, ma proprio per la mancanza di notizie siamo portati a presumere che la sua vita sia terminata senza particolare risalto, così naturalmente come si era svolta.

### Scrittori spagnoli dell'epoca
- Miguel Cabello Balboa (Miguel) Historia del Perù bajo la dominación de los Incas (1576 -1586) In COL. LIBR. DOC. HIST. PERU (2ª serie tomo II Lima 1920)
- Cieza de Leon (Pedro de) Segunda parte de la crónica del Peru (1551) In COL. CRONICA DE AMERICA (Dastin V. 6°. Madrid 2000)
- Cobo (Bernabe)Historia del Nuevo Mundo (1653) In BIBL. AUT. ESP. Tomi XCI, XCII, Madrid 1956
- Garcilaso (Inca de la Vega) Commentarios reales (1609) Rusconi, Milano 1977
- INFORMACIONES	Declaración de los quipocamayos In COL. LIBR. DOC. HIST. PERU (2ª serie, tomo III, Lima 1921)
- INFORMACIONES	Relación del origen e gobierno que los Ingas tuvieron	 In COL. LIBR. DOC. HIST. PERU (2ª serie, tomo III, Lima 1921)
- INFORMACIONES	Informaciones acerca del señorio y gobierno de los Ingas In COL. LIBR. DOC. HIST. PERU (2ª serie, tomo III, Lima 1921)
- Murúa (Fray Martin de)	Historia general del Peru (1613) In COLL. CRONICA DE AMERICA Dastin V. 20°. Madrid 2001)
- Poma de Ayala (Felipe Guaman)	Nueva coronica y buen gobierno (1584 - 1614) In COL. CRONICA DE AMERICA (Historia 16.  V. 29°, 29b, 29c. Madrid 1987)
- Juan Santa Cruz Pachacuti (Yamqui Salcamaygua)	Relación de anteguedades de este reino del Peru (1613) In BIBL. AUT. ESP. (tomo CCIX, Madrid 1968)
- Sarmiento de Gamboa (Pedro) Segunda parte de la historia general llamada indica (1572)  In BIBL. AUT. ESP. (tomo CXXXV, Madrid 1960)

### Opere moderne
- José del Busto Duthurburu Perù incaico Lima
- W. Espinosa Soriano Los Incas	Lima 1997
- L. Guzman Palomino Los Incas  - Hurin contra Hanan Lima 1977
- Franklin Pease G.Y. 
  - Los ultimos Incas del Cuzco Madrid 1991
  - Los Incas	Lima 2003
- Liliana Regalado de Hurtado Sucesion incaica Lima 1996
- Maria Rostworowski 
  - Historia del Tahuantinsuyo Lima 1999
  - Pachacutec Lima 2001
- Marius S. Ziolkowski La guerra de los Wawqui Quito 1996
- R.T. Zuidema Etnologia e storia. Cuzco e le strutture dell'impero inca. Torino 1971